# Phaeochroops taiwanus
Phaeochroops taiwanus là một loài bọ cánh cứng trong họ Hybosoridae. Loài này được Nomura miêu tả khoa học năm 1973.